# Abby Finkenauer
Abby Lea Finkenauer (Dubuque, 27 dicembre 1988) è una politica statunitense, membro della Camera dei Rappresentanti per lo stato dell'Iowa dal 2019 al 2021.

## Biografia
Nata e cresciuta in una famiglia proletaria nell'Iowa, la Finkenauer si interessò alla politica da adolescente e dopo gli studi lavorò come collaboratrice di alcuni politici locali.
Entrata in politica con il Partito Democratico nel 2014, all'età di venticinque anni, si candidò per un seggio alla Camera dei rappresentanti dell'Iowa, la camera bassa della legislatura statale e riuscì a vincere. Fu riconfermata per un altro mandato due anni più tardi.
Nel 2018 Abby Finkenauer annunciò la propria candidatura alla Camera dei Rappresentanti contro il deputato repubblicano in carica Rod Blum e, durante la campagna elettorale, ottenne l'appoggio pubblico dell'ex Presidente Barack Obama. Al termine della competizione, la Finkenauer riuscì a sconfiggere Blum con un margine di cinque punti percentuali; l'elezione rappresentò un momento storico, in quanto la Finkenauer e la compagna di partito Cindy Axne, vincitrice nel terzo distretto congressuale, divennero le prime due donne elette alla Camera dallo stato dell'Iowa. Abby Finkenauer fu anche la seconda donna più giovane mai eletta al Congresso, dietro ad Alexandria Ocasio-Cortez.